# Oecetis furva
Oecetis furva är en nattsländeart som först beskrevs av Jules Pièrre Rambur 1842.  Oecetis furva ingår i släktet Oecetis och familjen långhornssländor. Arten är reproducerande i Sverige. Utöver nominatformen finns också underarten O. f. amurensis.